# Ерколе Бернабеі
Ерколе Бернабеі (італ. Ercole Bernabei; бл. 1622, Капрарола, Лаціо — 4 або 5 грудня 1687, Мюнхен) — італійський композитор епохи бароко, капельмейстер, диригент, органіст.
Учень Ораціо Беневолі. З 1653 по 1665 рік був органістом в римській церкві Сан-Луїджі-дей-Франчезі. У 1662—1667 роках служив капельмейстером в Латеранській базиліці, а потім до 1672 року обіймав ту саму посаду в церкві Сан-Луїджі-дей-Франчезі. Рівночасно активно працював в декількох різних церквах Риму, в тому числі з 1665 року було органістом в церкві Сан-Марчелло-аль-Корсо.
Після смерті Ораціо Беневолі в 1672 році, завдяки сприянню королеви Швеції Христини, він зайняв пост капельмейстера у Ватиканській капелі Джулія собору Святого Петра .
У 1674 році його учень Агостіно Стеффані відправився в Баварію, після чого на запрошення курфюрста Баварії Фердинанда Марії сам Бернабеі переїхав в Мюнхен, де зайняв місце Йоганна Каспара Керля і до самої смерті служив як капельмейстер придворного оркестру.
Писав меси, мотети, мадригали, 4-16-ти голосові офферторії. У рукописах збереглися кантати і кілька релігійних творів.
Він також автор п'яти опер для мюнхенської сцени, з яких збереглися лише два лібрето.
Ерколе Бернабеі помер в Мюнхені 5 грудня 1687 року.